# Salgócska
Salgócska (szlovákul Šalgočka) község Szlovákiában, a Nagyszombati kerületben, a Galántai járásban.

## Fekvése
Galgóctól 11 km-re, délre található.

## Története
1248-ban a zoborhegyi bencés apátság oklevelében említik először.
Vályi András szerint „SALGOCSKA. Salgov. Tót falu Nyitra Várm. földes Ura Báró Dávid Uraság; fekszik Udvarnokhoz közel, mellynek filiája; határja jól termő.”
Fényes Elek szerint „Salgocska, tót falu, Nyitra vgyében, Semptéhez éjszakra 1 mfd., 264 kath., 6 zsidó lak. F. u. gr. Sándor. Ut. p. Nyitra 4 óra.”
Nyitra vármegye monográfiája szerint „Salgócska, tót község Galgócztól délre, Nemes-Kürt mellett, 353 r. kath. vallásu tót és néhány család izraelita lakossal. Posta-, táviró- és vasúti állomása Szered. 1248-ban csak „Salgó” néven találjuk feljegyezve. Kath. temploma 1740-ben épült. Kegyura Appel Gusztáv, kinek itt nagyobb birtoka és szép parkkal övezett, régi nemesi kúriája van. Ezt a XVIII. század első felében a Dávid család építtette. Később a gróf Sándor család vásárolta meg, melytől a gróf Dezasse család örökölte. Ettől került a jelenlegi tulajdonos birtokába.”
A trianoni békeszerződésig Nyitra vármegye Galgóci járásához tartozott.

## Népessége
| Év:            | 1994. | 2004.    | 2014.   | 2024.   |
| -------------- | ----- | -------- | ------- | ------- |
| Emberek száma: | 381   | 444      | 456     | 472     |
| Eltérés:       |       | +16,53 % | +2,70 % | +3,50 % |

| Év:            | 2023. | 2024.   |
| -------------- | ----- | ------- |
| Emberek száma: | 470   | 472     |
| Eltérés:       |       | +0,42 % |

1910-ben 324, túlnyomórészt szlovák anyanyelvű lakosa volt.
2001-ben 433 lakosából 424 szlovák volt.
2011-ben 437 lakosából 423 szlovák volt.
2021-ben 465 lakosából 3 (+1) magyar, 445 (+1) szlovák, (+3) cigány, 3 (+2) egyéb és 14 ismeretlen nemzetiségű volt.

## Nevezetességei
- Nagy Szent Teréz tiszteletére szentelt, római katolikus temploma 1720-ban épült.
- Barokk-klasszicista kúria a 18. századból.